# Făcăeni
Făcăeni è un comune della Romania di 5 739 abitanti, ubicato nel distretto di Ialomița, nella regione storica della Muntenia.
Il comune è formato dall'unione di due villaggi: Făcăeni e Progresu.